# أم برج
خربه ام برج، قرية فلسطينية من قضاء الخليل دمرت وهجر أهلها في حرب عام 1948.

## الموقع
تقع خربة أم البرج على على بعد 31 كيلومترًا شمال غرب الخليل، على قمة جبل ترتفع 425 مترًا عن سطح البحر. كانت تقع على مقربة من الطريق العام الواصل بين بيت جبرين الخليل والقدس، وتحيط بها أراضي بيت نتيف وصوريف ونوبا وبيت أولا وعجور. بلغت مساحة أراضي القرية 13083 دونما استخدمت في الرعي وزراعة الحبوب والزيتون والأشجار المروية. وكان هناك في شمال القرية ثلاثة منابع للمياه.

## اسم القرية
يعتقد ان اسمها مشتقا من برج كان منتصبا في مركزها، حيث ان معنى لفظ (ام) في السريانيه هو ذو أو ذات، فيصبح معنى الاسم ذات البرج، أي المكان العالي أو مكان المراقبة. ويعتقد ان المنطقة كانت مأهوله بالسكان منذ العصر الحديدي، حيث كشفت أعمال الترميم عن بقايا أثرية، منها كنيس أو كنيسة.

## القرية قبل سنه 1948
بلغ عدد سكان القرية عام 1948 162 نسمة، وهم من عائلة أبو العرايس، والنشاش، والشاذلي، وأبو ريه، عاشوا في بيوت مصنوعة من حجر وكان مصدر رزقهم الاساسي هو تربيه المواشي والمزروعات البعلية.

## احتلال القرية وتدميرها
سيطر الصهاينة على القرية في 28 تشرين أول 1948 في ما يسمى في الرواية الصهيونية بعملية يوآف، وفي 6 تشرين الثاني أرسلت وحدة عسكرية من أجل طرد السكان في حملة هدفت إلى تطهير المنطقة الفاصلة بين الأراضي التي يسيطر عليها الصهاينة وتلك التي ظلت تحت السيطرة الأردنية.

## القرية اليوم
ما زالت بقايا بيوت القرية المهجورة موجودة إلى اليوم، يتوسطها قنطرة كبيره كانت تحتوي على مضخة للري، وأقيمت في عام 1982 على أراضي القرية إلى الغرب مستوطنة «نحوشا» الإسرائيلية.